# Cionodon
 Cionodon  (“diente en columna”) es un género dudoso representado por dos especies de dinosaurios ornitópodos, hadrosáuridos, que vivieron a finales del período Cretácico entre el Campaniano y el Mastrichtiano hace aproximadamente entre 80 y 66 millones de años en Norteamérica. Las especies conocidas por restos muy fragmentados y consideradas dudosas. La primera en encontrarse fue Cionodon arctatus, en sedimentos del Maastrichtiense de Colorado Estados Unidos y descrita por Edward Drinker Cope en 1874, es incluida dentro de Thespesius arctatus o Trachodon arctatus. El mismo Cope, en 1875 describió una segunda llamándola Cinodon stenopsis a partir de restos del Campaniense de Alberta Canadá, hoy Thespesius stenopsis y Trachodon stenopsis. Una tercera fue hallada en Uzbekistán, en estratos del Turoniano o Coniaciano por Riabinin en 1931, que la llamó C. kysylkumensis y en 1995 Nessov la nombró Bactrosaurus kysylkumensis.